# Military Assistance Command, Vietnam
Military Assistance Command, Vietnam (Comando per l'Assistenza Militare, Vietnam, abbreviato MACV, pronuncia mack vee), era la struttura di comando costituita dagli Stati Uniti in Vietnam del Sud nel 1962 per organizzare, coordinare e dirigere operativamente tutte le forze militari americane (terrestri, navali e aeree) schierate nel corso degli anni in Indocina per assistere il governo e le forze militari del Vietnam del Sud, e fronteggiare e respingere l'insurrezione comunista appoggiata dalle forze armate del Vietnam del Nord (la cosiddetta "aggressione", secondo la terminologia occidentale dell'epoca).
Il MACV venne sciolto il 29 marzo 1973 dopo la firma degli effimeri accordi di pace di Parigi, con la fine dell'impegno militare diretto americano in Vietnam, conclusosi con un completo fallimento politico e strategico.

## Storia

### I prodromi

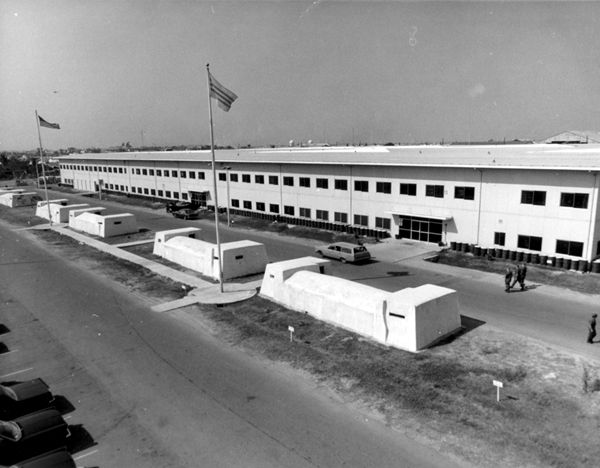
L'enorme complesso di edifici, alla base aerea di Tan Son Nhut, dove era localizzato il Quartier generale del MACV.

Durante gli anni '50, il sempre crescente impegno americano nel Vietnam del Sud, costituito soprattutto da consiglieri militari e uomini delle forze speciali, era stato diretto sul posto da una struttura di comando denominata Military Assistance Advisory Group (Gruppo per l'istruzione e l'assistenza militare, MAAG) che controllava tutte le strutture di supporto e addestramento organizzate in Indocina per rafforzare il governo filo-americano del Presidente sud-vietnamita Ngô Đình Diệm e contrastare la pericolosa guerriglia filo-comunista delle prime formazioni Vietcong, organizzatesi ufficialmente in Fronte di Liberazione Nazionale (FLN) nel dicembre 1960.

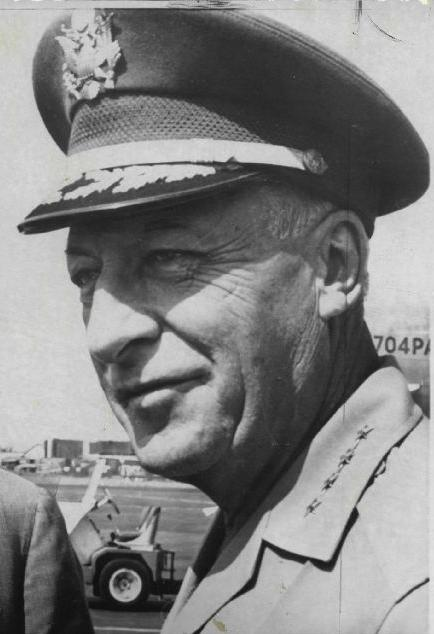
Il generale Paul D. Harkins, primo comandante del MACV

Di fronte al progressivo peggioramento della situazione politico-militare nel Vietnam del Sud e quindi alla crescente necessità (in ragione delle decisioni politiche prese dalla presidenza di John Fitzgerald Kennedy) di incrementare il sostegno al governo sudvietnamita attraverso il potenziamento delle forze militari americane in Indocina, si rese necessario una completa ristrutturazione della catena di comando e un enorme ampliamento della organizzazione amministrativa per dirigere e impiegare opportunamente e in modo efficace queste nuove forze.
In un primo tempo il nuovo comando, il MACV (Military Assistance Command, Vietnam), creato l'8 febbraio 1962 e dislocato nella grande base aerea di Tan Son Nhut, si affiancò al MAAG, ma poi il 15 maggio 1964, questa nuova struttura di comando centralizzata finì per assorbire il MAAG e assunse il controllo completo di tutte le forze militari americane (aeree, terrestri e navali), in numero sempre crescente e costituite anche dai primi reparti organici da combattimento, impiegate sul teatro bellico. Il MACV dipendeva a sua volta dal USPACOM (il Comando americano del Pacifico), ma in ragione dell'importanza delle sue forze e del suo ruolo centrale nella guerra del Vietnam, in realtà, il comandante del MACV (con il titolo di COMUSMACV, Commander, U.S.MACV) aveva in pratica accesso diretto agli Stati Maggiori Riuniti e al Pentagono.
Il primo comandante del MACV, nel 1962, fu il generale Paul Harkins, che era già anche il capo del MAAG; ma in occasione della grande ristrutturazione delle forze e delle strutture di direzione, nel giugno 1964 assunse il comando il generale William Westmoreland, già da alcuni mesi affiancato ad Harkins come suo sostituto, con il compito di potenziare le strutture amministrative e logistiche e iniziare il dispiegamento delle forze combattenti americane.

### Escalation

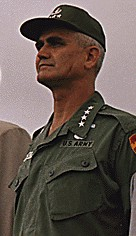
Il generale William Westmoreland, comandante del MACV durante il periodo del più intenso impegno delle forze americane.

Dopo estenuanti riunioni tra i vertici politici e militari americani, e continue e contraddittorie valutazioni e rapporti da parte di alte autorità inviate sul posto, il presidente Johnson autorizzò successivamente: l'inizio dei bombardamenti sul Vietnam del Nord (marzo 1965); l'invio di un primo contingente da combattimento americano (8 marzo 1965, arrivo a Đà Nẵng della 9ª Marine Expeditionary Brigade); ed infine, nel luglio 1965 approvò in linea di principio il piano di guerra elaborato dal generale Westmoreland e dai suoi principali collaboratori, il capo di stato maggiore, generale Richard G. Stilwell e il capo ufficio operazioni, generale William E. DePuy. La strategia studiata dai generali prevedeva un intervento in forze sul terreno delle truppe americane da combattimento, un massiccio e progressivo incremento degli effettivi impegnati in Vietnam e un ambizioso programma di operazioni offensive di "individuazione e distruzione" (Search and Destroy) dei principali raggruppamenti nemici.

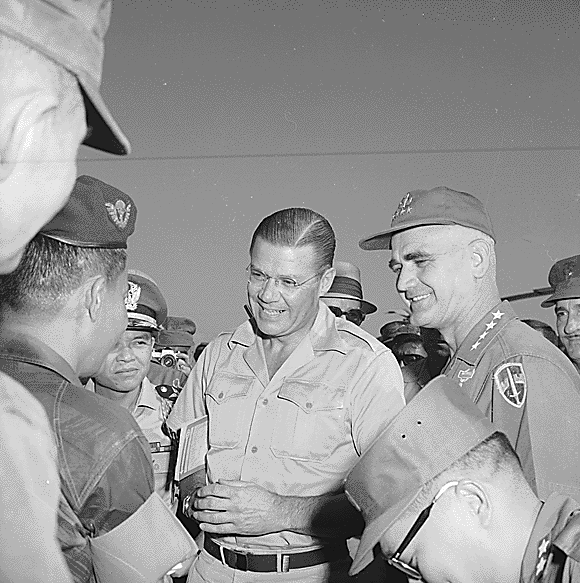
Il generale William Westmoreland (a destra), accompagna il Ministro della Difesa americano Robert McNamara in visita in Vietnam nel 1965.

Il primo impegno in forze delle truppe americane fu l'Operazione Starlite nell'agosto 1965; da quel momento il MACV diretto da Westmoreland ebbe a disposizione un sempre maggiore contingente di truppe combattenti, e armamenti sempre più moderni e abbondanti con cui condurre le sue continue e costose operazioni offensive nelle varie regioni militari del Vietnam del Sud; inoltre il MACV controllava, durante questa fase di cosiddetta Escalation dell'impegno americano, le grandi forze aeree dell'USAF schierate nelle basi aeree in Thailandia e operativamente anche le sei portaerei della Flotta del Pacifico stazionanti a Yankee station e a Dixie station, le aree di raggruppamento navale al largo delle acque del Vietnam del Nord e del Vietnam del Sud.
In realtà, nel quadro della complessa suddivisione operativa del territorio indocinese stabilita dal Pentagono, l'autorità del MACV si limitava alla conduzione delle operazioni aeree nel Vietnam del Sud e nella regione più meridionale del Vietnam del Nord, (cosiddetta Route Package 1), mentre le altre aree dipendevano dal comando del Pacifico (USPACOM) o dallo Strategic Air Command riguardo l'impiego dei bombardieri pesanti B-52.
Gli apparentemente schiaccianti successi tattici conseguiti durante le grandi operazioni del 1966 e del 1967, pagati peraltro con un continuo incremento delle perdite e un costante logoramento delle truppe americane, non condussero tuttavia a una vittoria definitiva (nonostante le clamorose assicurazioni del comandante del MACV). Al contrario nel gennaio 1968 furono le forze nemiche a passare all'offensiva generale mettendo in difficoltà, nonostante il fallimento tattico dei piani comunisti, le forze americane e il generale Westmoreland.
L'inaspettata potenza e ampiezza della cosiddetta Offensiva del Têt condusse ad un ripensamento generale della strategia americana; Johnson decise quindi di interrompere l'ulteriore rafforzamento delle forze americane previsto dai piani di Westmoreland e di fare i primi passi verso una de-escalation del conflitto; prima conseguenza di questi cambiamenti politico-strategici fu proprio la sostituzione del comandante del MACV (giugno 1968), con il generale Creighton Abrams, già vice di Westmoreland dall'autunno 1967, a cui venne affidato il difficile compito di pianificare il progressivo ritiro delle forze americane e un contemporaneo rafforzamento delle forze sudvietnamite per impedire un crollo del regime filoamericano.
FORZE STATUNITENSI IMPIEGATE IN VIETNAM DURANTE LA ESCALATION, E SOLDATI MORTI IN COMBATTIMENTO
- 1965:  184.300 uomini;  1.800 soldati morti
- 1966:  385.000 uomini;  6.200 soldati morti
- 1967:  472.000 uomini; 11.100 soldati morti
- 1968:  540.000 uomini; 16.500 soldati morti

### Lavietnamizzazione

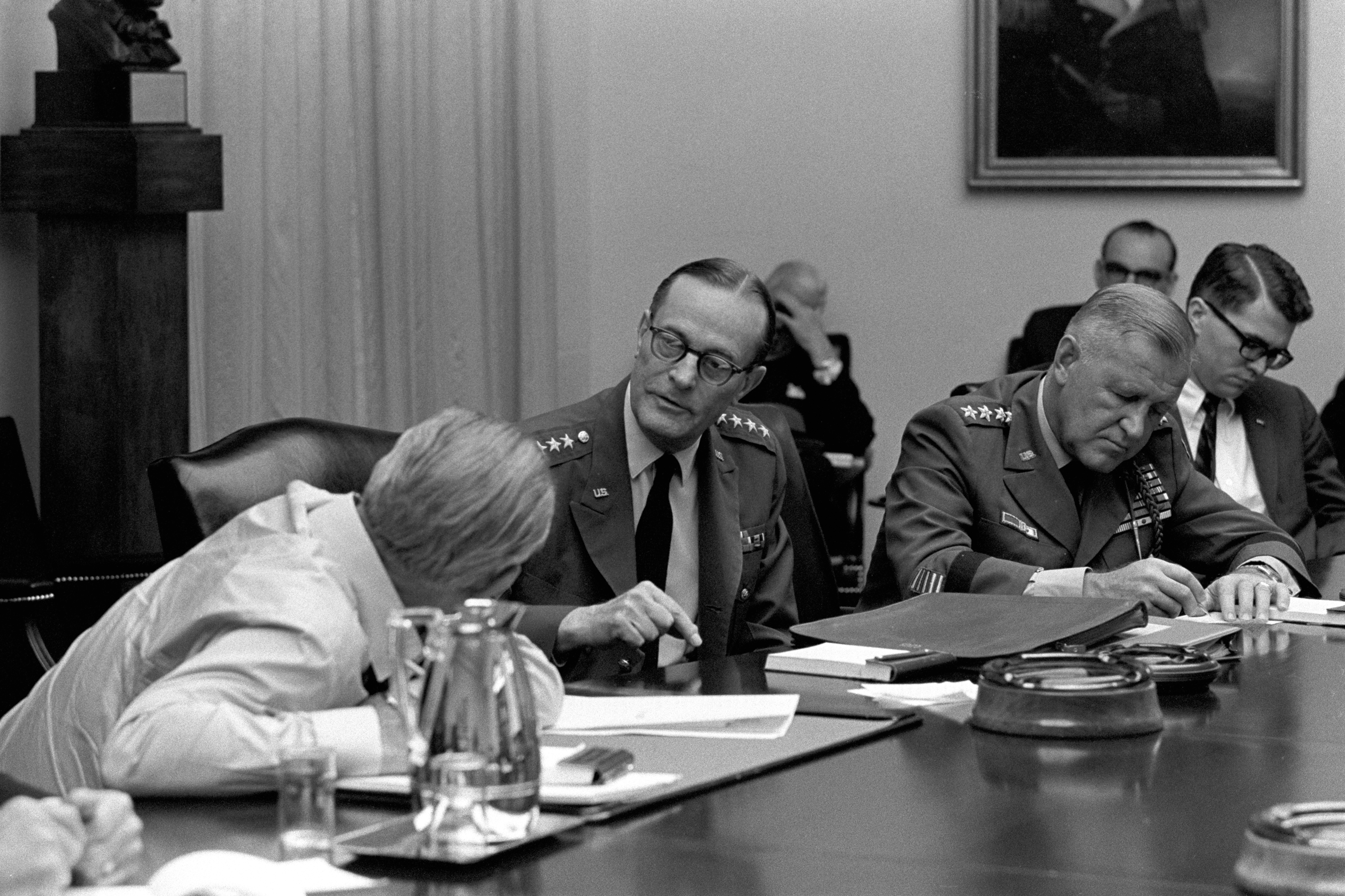
Primavera 1968: il presidente Lyndon Johnson (a sinistra) a colloquio con il generale Earle Wheeler (al centro), capo degli Stati Maggiori Riuniti; a destra prende appunti il generale Creighton Abrams, in procinto di assumere il comando supremo del MACV.

Il compito del nuovo comandante del MACV era certamente particolarmente complesso; fin dagli ultimi periodi dell'amministrazione Johnson le forze americane non vennero ulteriormente incrementate e le operazioni offensive su grande scala vennero sensibilmente ridotte; inoltre, con l'insediamento della nuova presidenza di Richard Nixon, in pratica gli Stati Uniti rinunciarono alle prospettive di vittoria militare e optarono (secondo il famoso progetto di "vietnamizzazione" del conflitto) per un graduale e programmato decremento delle forze militari impegnate, opportunamente operato per fasi sulla base dei progressi mostrati dall'apparato militare sudvietnamita.
Altri cardini della cosiddetta "Dottrina Nixon", furono appunto il rafforzamento delle forze armate del Vietnam del Sud, il potenziamento dei programmi di sviluppo civile e economico sviluppati dal CORDS (Civil Operations and Rural Development Support, l'apparato burocratico e amministrativo civile dipendente dal MACV, guidato fin dalla sua costituzione nel 1967 da Robert Komer, e quindi da William Colby); e un complesso lavoro diplomatico per allentare il sostegno della Cina e dell'URSS al Vietnam del Nord.

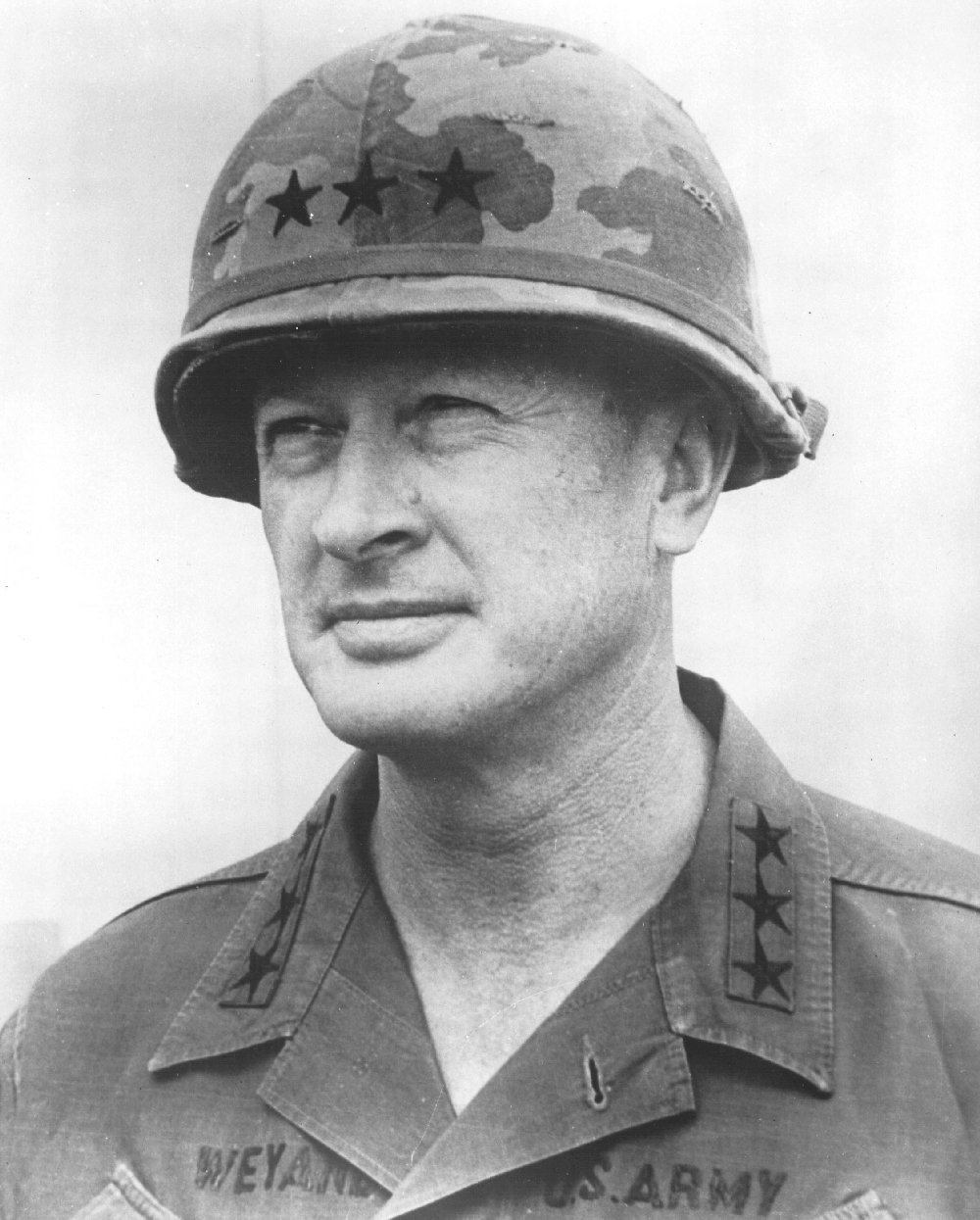
Il generale Frederick Weyand, ultimo comandante del MACV.

Il generale Abrams, quindi, dovette a malincuore abbandonare i grandiosi programmi offensivi e passare ad una cosiddetta strategia di "reazione protettiva"; per diminuire le perdite le forze americane adottarono uno schieramento difensivo e limitarono la loro partecipazione ad azioni aggressive. Il programma di vietnamizzazione adottato da Abrams prevedeva un ritiro delle forze americane in 14 fasi scaglionato in circa quattro anni; presentato il 1º febbraio 1969 (Progetto "Una Guerra") e ulteriormente perfezionato a luglio 1969 dopo un incontro tra il generale e Nixon, prese l'avvio con un primo rientro di 25.000 uomini (giugno 1969) e sarebbe proseguito nel corso del 1969, 1970 e 1971 con regolarità, nonostante nuove crisi militari;  nuovi impegni operativi (incursioni in Cambogia e in Laos); le nuove dolorose perdite e il notevole scadimento del morale e della disciplina tra i soldati americani, ormai coscienti dell'inutilità dei sacrifici e delle inesistenti prospettive di vittoria in questa sanguinosa e controversa guerra.
Il programma di vietnamizzazione portato avanti con competenza e impegno dal generale Abrams, ottenne alcuni indubbi risultati; le perdite americane diminuirono costantemente, il governo sudvietnamita diede segni di consolidamento e fu in grado di sostenere la pericolosa Offensiva di Pasqua sferrata dalle forze nord-vietnamite  e vietcong nella primavera 1972, indubbiamente anche grazie al sostegno massiccio delle forze aeree americane che ripresero, su decisione del presidente Nixon, i bombardamenti sul Vietnam del Nord (Operazione Linebacker).
Nel giugno 1972, Abrams cedette il comando del MACV, ormai responsabile di un complesso di forze enormemente ridotto, al generale Frederick Weyand che sovrintese al definitivo ritiro americano, sanzionato dagli accordi di pace di Parigi del 27 gennaio 1973. Era stata necessaria una nuova pesante campagna di bombardamento (Operazione Linebacker II) per concludere finalmente questi accordi con le controparti comuniste; Nixon sbandierò propagandisticamente il raggiungimento della "pace con onore", e il MACV venne quindi ufficialmente sciolto il 29 marzo 1973 per essere sostituito da un modesto Defense Attaché Office (Ufficio Addetto Militare) dipendente dall'ambasciata americana a Saigon.
Nel realtà concreta, si trattava di una semplice tregua; il costante rafforzamento delle forze vietcong e nordvietnamite rimaste a sud; il progressivo indebolimento del governo sudvietnamita, minato dai contrasti interni e dalla corruzione, e non più puntellato dal sostegno incondizionato degli Stati Uniti; il disimpegno definitivo americano dopo il crollo della presidenza Nixon a seguito dello Scandalo Watergate, decisero definitivamente l'esito della guerra che si sarebbe conclusa il 30 aprile 1975 con l'entrata delle forze nordvietnamite a Saigon e la completa vittoria delle forze comuniste in tutta la regione Indocinese.

## Dati sugli organici e le perdite americane
- 1969:  515.000 uomini;  11.600 soldati morti (nell'aprile 1969 era stato raggiunto il livello massimo delle forze americane in Vietnam con un totale di 543.000 uomini)
- 1970:  406.000 uomini;  6.080 soldati morti
- 1971:  239.000 uomini;  2.400 soldati morti
- 1972:    53.000 uomini;    640 soldati morti

## Comandanti in Capo del MACV
| Nome                 | Immagine | Inizio mandato | Fine mandato |
| Paul Harkins         |          | febbraio 1962  | giugno 1964  |
| William Westmoreland |          | giugno 1964    | luglio 1968  |
| Creighton Abrams     |          | luglio 1968    | giugno 1972  |
| Frederick Weyand     |          | giugno 1972    | marzo 1973   |

## Comandi subordinati del MACV
Nel corso degli anni le principali organizzazioni direttamente dipendenti dal MACV furono:
- United States Army, Vietnam (USARV) il comando generale delle forze dell'Esercito americano impiegate in Vietnam, il comandante dell'USARV era lo stesso comandante del MACV, affiancato da un vice comandante USARV.
- 7ª Air Force (7ª AF) le forze aeree dell'USAF basate in Indocina (limitatamente alle operazioni aeree in Vietnam del Sud e nella Route Package 1 del Vietnam del Nord).
- Naval Forces Vietnam (NAVFORV) le forze navali direttamente dipendenti dal MACV; le Task Force della Flotta del Pacifico dipendevano invece dal USPACOM e schieravano le loro portaerei d'attacco nelle acque del Vietnam del Nord (in un'area denominata Yankee station) e del Vietnam del Sud (Dixie station)
- III Marine Amphibious Force (III MAF) il comando dei Marines schierato nella I Regione militare
- I Field Force, Vietnam (I FFV) il comando dell'Esercito responsabile delle operazioni nella II Regione militare, creato il 15 marzo 1966, sulla base dal precedente comando Field Force, Vietnam (o Task Force Alpha) costituito provvisoriamente nell'estate 1965.
- II Field Force, Vietnam (II FFV) il comando dell'Esercito responsabile delle operazioni nella III e nella IV Regione militare (creato il 15 marzo 1966)
- 24º Corpo d'armata il comando creato nell'agosto 1968 dall'Esercito per affiancare i Marines nella I Regione militare, in sostituzione del Provisional Corps, Vietnam, attivato in fretta nel marzo 1968 per fronteggiare l'Offensiva del Têt nelle aree settentrionali.
- 5º Special Forces Group
- Civil Operations and Rural Development Support (CORDS) la struttura amministrativa incaricata dei programmi di pacificazione e di riforma economica
- Studies and Osservations Group (MACVSOG)